# Jedrski pogon
Jedrski pogon je način pogona z uporabo jedrske tehnologije. 

## Morska plovila
Največkrat se uporablja jedrski reaktor, ki s toploto ustvarja paro, ki poganja parno turbino. Tak način se največkrat uporablja za morska plovila: podmornice, letalonosilke ali ledolomilce. Izdelali so tudi komercialne eksperimentalne ladje z jedrskim reaktorjem, vendar niso bile stroškovno učinkovite, izjema so ruski arktični ledolomilci. 
Prvo plovilo na jedrski pogon je bila ameriška podmornica USS Nautilus leta 1955, Sovjeti so sledili tri leta kasneje z K-3 »Leninski Komsomol«.
Prednost jedrskega pogona je skoraj neomejen doseg in trajanje potovanja. Jedrska plovila, podmornice in letalonosilke imajo zaradi obilice moči po navadi večjo potovalno hitrost: ameriške superletalonosilke dosežejo več kot 60 km/h, podmornice pa še več, odvisno od modela. Jedrska podmornica lahko ostane potopljena več mesecev hkrati, saj jedrski reaktor proizvaja električno energijo za elektrolizo vode in tako pridobi potreben kisik za dihanje posadke.
Za pogon plovil se uporablja srednje do visoko obogaten uran (20-45 % U-235), kar zagotavlja ustrezno dolge intervale med polnjenji jedrskega reaktorja. Visoko obogateno gorivo je dosti dražji od nižje obogatenega, zato je uporaba skoraj izključno omejena na vojaška plovila.
Ruske, ameriške in britanske podmornice poganja parna turbina, medtem ko francoske in kitajske uporabljajo paro v parni turbini za generiranje električne energije, ki potem preko elektromotorja poganja propeler podmornice (turbo-električni način). Ameriške podmornice imajo vedno samo en jedrski reaktor, ruske pa pri večjih dva. Prva ameriška jedrska letalonosilka Enterprise jih je imela osem, novejše razreda Nimitz pa dva. Celotna ameriška podmorniška flota je jedrska in ne uporabljajo nobene dizel-električne podmornice.
Največje plovilo na jedrski pogon so superletalonosilke razreda Nimitz s približno 100.000 ton izpodriva, največja podmornica pa sovjetska strateška jedrska podmornica razreda Akula (NATO oznaka: Typhoon) z izpodrivom 48.000 ton.